# Lutkowo (województwo zachodniopomorskie)
Lutkowo – wieś w Polsce położona w województwie zachodniopomorskim, w powiecie stargardzkim, w gminie Dobrzany, położona 6 km na północny zachód od Dobrzan (siedziby gminy) i 22 km na północny wschód od Stargardu (siedziby powiatu).
W latach 1975–1998 miejscowość administracyjnie należała do województwa szczecińskiego.
We wsi znajduje się kościół Chrystusa Króla w stylu neogotyckim.